# Lachanókipoi
Lachanókipoi (Lachanokipoi) är en ort i Grekland.   Den ligger i prefekturen Nomós Kastoriás och regionen Västra Makedonien, i den norra delen av landet, 300 km nordväst om huvudstaden Aten. Lachanókipoi ligger 652 meter över havet och antalet invånare är 105.
Terrängen runt Lachanókipoi är platt åt nordost, men åt sydväst är den kuperad. Runt Lachanókipoi är det ganska glesbefolkat, med 24 invånare per kvadratkilometer. Närmaste större samhälle är Árgos Orestikó, 3,8 km öster om Lachanókipoi. Trakten runt Lachanókipoi består till största delen av jordbruksmark.